# Santa Maria da Vitória (tiểu vùng)
Santa Maria da Vitória là một tiểu vùng thuộc bang Bahia, Brasil. Tiều vùng này có diện tích 41027 km², dân số năm 2007 là 178511 người.